# تاكاتشيهو
تاكاتشيهو (باليابانية: 高千穂町 ) هي بلدة في اليابان، تقع في مقاطعة نيشيوسوكي، بلغ عدد سكانها 12,176 نسمة وذلك حسب إحصائيات سنة 2018، تبلغ مساحتها 237.32 كيلومتر مربع.

## أعلام
- الإمبراطور جينمو